# Charlotte Koefoed
Charlotte Koefoed, född den 17 september 1957 i Bagsværd i Danmark, är en dansk roddare.
Hon tog OS-brons i scullerfyra i samband med de olympiska roddtävlingarna 1984 i Los Angeles.